# Ariel: The Book of Fantasy
Ariel: The Book of Fantasy (Ariel: El libro de la fantasía) fue una publicación periódica de Peacock Press de los años 1970 ilustrada, bastante elaborada y costosa para la época. La revista se basaba en historias de ficción tipo heroica, entre las más famosas historietas publicadas destaca Source of Power, de Larry Niven y The Last Enchantment por Michael Moorcock con ilustraciones por Jack ‘King’ Kirby. Se imprimieron cuatro volúmenes de 1976 a 1978 antes de cancelarse su publicación.
La revista fue luego publicada como un libro ilustrado por Ballantine Books.